# Аруба на Летњим олимпијским играма 2000.
Аруба је учествовала на Олимпијским играма 2000. одржаним у Сиднеју, од 15. септембра до 1. октобра. Ово је било четврто учешће Арубе на олимпијским играма. Први пут су се појавили на Олимпијским играма 1988. у Сеулу.
Учествовали су са 5 спортиста (3 мушкарца и 2 жене) у три индивидуална спорта.
Најмлађи учесник била је пливачица Росхендра Фролајк са 15 година и 324 дана а најстарији играч атлетичар Рихард Родригез са 30 годинана и 296 дана. Росхендра Фролајк је и даље намлађи учесник Арубе на олимпијским играма и после Олимпијских игара 2012.
На свечаној церемонији отварања заставу Арубе носио је атлетичар Ричард Родригез.
И после ових игара Аруба је остала у групи земаља које нису освајале ниједну олимпијску медаљу.

## Учесници по дисциплинама
| Спорт     | Мушкарци | Жене | Укупно |
| --------- | -------- | ---- | ------ |
| Атлетика  | 1        | 1    | 2      |
| Пливање   | 1        | 1    | 2      |
| Џудо      | 1        | 0    | 1      |
| Укупно(3) | 3        | 2    | 4      |

## Резултати по дисциплинама

### Атлетика

#### Мушкарци
| Атлетичар       | Дисциплина | Лични рекорд | Групе    | Групе | Четвртфинале | Четвртфинале | Полуфинале | Полуфинале | Финале            | Финале            | Детаљи |
| Атлетичар       | Дисциплина | Лични рекорд | Резултат | Место | Резултат     | Место        | Резултат   | Место      | Резултат          | Место             | Детаљи |
| --------------- | ---------- | ------------ | -------- | ----- | ------------ | ------------ | ---------- | ---------- | ----------------- | ----------------- | ------ |
| Рихард Родригез | маратон    |              |          |       |              |              |            |            | Није завршио трку | Није завршио трку |        |

#### Жене
| Атлетичарка       | Дисциплина | Лични рекорд | Групе    | Групе      | Четвртфинале      | Четвртфинале      | Полуфинале        | Полуфинале        | Финале            | Финале       | Детаљи         |
| Атлетичарка       | Дисциплина | Лични рекорд | Резултат | Место      | Резултат          | Место             | Резултат          | Место             | Резултат          | Место        | Детаљи         |
| ----------------- | ---------- | ------------ | -------- | ---------- | ----------------- | ----------------- | ----------------- | ----------------- | ----------------- | ------------ | -------------- |
| Луз Марина Херман | 100 м      | 12,22        | 12,29    | 8. у гр. 3 | Није се пласирала | Није се пласирала | Није се пласирала | Није се пласирала | Није се пласирала | 74 / 83 (83) | [ мртва веза ] |

### Пливање

#### Мушкарци
| Пливач       | Дисциплина    | Квалификације | Квалификације | Полуфинале       | Полуфинале       | Финале           | Финале           | Детаљи      |                |
| Пливач       | Дисциплина    | Време         | Пласман       | Време            | Пласман          | Време            | Пласман          | Детаљи      |                |
| ------------ | ------------- | ------------- | ------------- | ---------------- | ---------------- | ---------------- | ---------------- | ----------- | -------------- |
| Дејви Бислик | 50 м слободно | 55,57         | 2. у гр 2     | Није се пласирао | Није се пласирао | Није се пласирао | Није се пласирао | 62/ 75 (77) | [ мртва веза ] |

#### Жене
| Пливачица         | Дисциплина    | Квалификације | Квалификације | Полуфинале        | Полуфинале        | Финале            | Финале     | Детаљи |
| Пливачица         | Дисциплина    | Време         | Пласман       | Време             | Пласман           | Време             | Пласман    | Детаљи |
| ----------------- | ------------- | ------------- | ------------- | ----------------- | ----------------- | ----------------- | ---------- | ------ |
| Росхендра Фролајк | 50 м слободно | 29,1          | 6. у гр. 3    | Није се пласирала | Није се пласирала | Није се пласирала | 62/73 (74) |        |

## Џудо
Мушкарци
| Џудиста       | Дисциплина | 1. коло            | 2. коло            | 1/8 фин.         | 1/4 фин.         | Полуфин.         | Фин.             | Репасаж 1        | Репасаж 1/4 финале | Репасаж полуфинале | Борба за бронзу  | Поз.             | Детаљи |
| Џудиста       | Дисциплина | Противник Резултат | Противник Резултат | Прот. Рез.       | Прот. Рез.       | Прот. Рез.       | Прот. Рез.       | Прот. Рез.       | Прот. Рез.         | Прот. Рез.         | Прот. Рез.       | Поз.             | Детаљи |
| ------------- | ---------- | ------------------ | ------------------ | ---------------- | ---------------- | ---------------- | ---------------- | ---------------- | ------------------ | ------------------ | ---------------- | ---------------- | ------ |
| Јафијер Ванга | −66 кг     | без борбе          | Ендру Колет Пор    | Није се пласирао | Није се пласирао | Није се пласирао | Није се пласирао | Није се пласирао | Није се пласирао   | Није се пласирао   | Није се пласирао | Није се пласирао |        |